# Ancistargis hamata
Ancistargis hamata är en ringmaskart som först beskrevs av Hartman 1960.  Ancistargis hamata ingår i släktet Ancistargis och familjen Pilargidae. Inga underarter finns listade i Catalogue of Life.